# ألفرد غارسيا
ألفرد غارسيا (بالإسبانية: Alfred García) (و. 1997  م) هو مغني، وكاتب أغاني، ومنتج موسيقي ‏، وعازف على عدة آلات إسباني، ولد في إل بارت دي يوبريغات، شارك في مسابقة الأغنية الأوروبية 2018، وOperación Triunfo series 9 ‏، يستخدم آلات قيثارة، وأورغ كهربائي، وبيانو، وطقم طبول، ومترددة (آلة موسيقية)، وجيتار كهربائي.

## وصلات خارجية
- ألفرد غارسيا على موقع IMDb (الإنجليزية)
- ألفرد غارسيا على موقع ميوزك برينز (الإنجليزية)
- ألفرد غارسيا على موقع أول ميوزيك (الإنجليزية)
- ألفرد غارسيا على موقع ديسكوغز (الإنجليزية)
- ألفرد غارسيا على موقع قاعدة بيانات الفيلم (الإنجليزية)
- ألفرد غارسيا في قاعدة بيانات الأفلام على الإنترنت